# ناتاشا کالی
ناتاشا کالی (به انگلیسی: Natasha Kelley) ژیمناست زادهٔ ۱ ژانویهٔ ۱۹۹۰ میلادی اهل کشور ایالات متحده آمریکا است.